# ジョー・テックス
ジョー・テックス(Joe Tex、1935年8月8日-1982年8月13日)は、アメリカ合衆国南部テキサス州出身のソウル歌手である。

## 来歴
ジョー・テックスは、1961年に「ベイビー・ユー・アー・ライト」を録音した。さらに彼は、1964年11月にアラバマ州マッスルショールズのFAME Studiosで、彼の最初のヒット曲「Hold What You've Got」を録音している。テックスはその曲がヒットすると確信せず、バディ・キレンにそれをリリースしないように忠告した。しかし、キレンは別な印象を感じ、1965年の初めにこの曲をリリースした。この曲は20万を売り上げ、最終的にBillboard Hot 100の5位に達し、R＆BチャートでTexの最初のナンバーワンヒットとなった11週間チャートにとどまり、1966年までに100万枚以上を売り上げる大ヒットになった。
テックスは、1965年だけで6つのトップ40チャートシングルをR＆Bチャートに送り込んだ。これには、さらに2曲のR&Bナンバーワンヒット曲「I Want To（Do Everything For You）」と「A Sweet Woman Like You」が含まれる。彼はそれに続いて、2枚のアルバム「Hold On To What You've Got」と「The New Boss」をリリースした。この時期、テックスはライバルのジェームス・ブラウンよりも多くのR＆Bヒットを記録した。1966年には、「The Love You Save」などのヒットを飛ばした。
さらに彼は1967年に「スキニー・レッグズ・アンド・オール」、68年に「ショウ・ミー」、72年に「アイ・ガッチャ」をヒットさせた。
またエピック移籍後の77年には、「エイント・ゴナ・バンプ・ノー・モア」をヒットさせている。
ジョー・テックスは1982年に47歳で早逝している。

## ディスコグラフィ
- Hold On! It's Joe Tex 1964
- Hold What You've Got (Dial Records　8106, distributed by Atlantic Records) – US Pop No. 124, US R&B No. 2 、1965
- The New Boss (Dial/Atlantic 8115) – US No. 142, US R&B No. 3,1965
- The Love You Save (Dial/Atlantic 8124) – US No. 108,　1966
- I've Got to Do a Little Better,1966 (Dial/Atlantic 8133)
- The Best of Joe Tex1967 (Dial/Atlantic 8144)[6]